# Jacek Jemielity
Jacek Jemielity (ur. 22 lipca 1973 w Wysokiem Mazowieckiem) – polski chemik, profesor nauk chemicznych, laureat Nagrody Fundacji na rzecz Nauki Polskiej za rok 2021 za opracowanie chemicznych modyfikacji mRNA jako narzędzi do zastosowań terapeutycznych i badań procesów komórkowych. Specjalizuje się w chemii organicznej, bioorganicznej oraz w biochemii (m.in. synteza nukleotydów i ich analogów oraz synteza analogów końca 5' mRNA). Pracuje na stanowisku profesora w Centrum Nowych Technologii Uniwersytetu Warszawskiego.
Studia chemiczne ukończył na Wydziale Chemii UW w 1997. Stopień doktorski uzyskał w 2002 na podstawie pracy pt. Enzymatyczne syntezy znakowanych związków aromatycznych i ich wykorzystanie w badaniu mechanizmu reakcji katalizowanej przez liazę fenyloalaminową, przygotowanej pod kierunkiem prof. Marianny Kańskiej. Po doktoracie pracował jako adiunkt w Instytucie Fizyki Doświadczalnej Wydziału Fizyki Uniwersytetu Warszawskiego (2002–2013). Habilitował się w 2012, a w 2020 uzyskał tytuł profesora. W ramach Centrum Nowych Technologii na Wydziale Fizyki UW prowadzi grupę badawczą („Jemielity Group”) skupioną na takich kwestiach, jak synteza chemiczna, własności i zastosowania modyfikowanych nukleotydów oraz kwasy nukleinowe. Zespół ma „znaczące osiągnięcia w badaniach terapeutycznego mRNA”.
Swoje prace publikował m.in. w „RNA”, „Gene therapy”, „Molecular Cell”, „Journal of the American Chemical Society” i „Nucleic Acids Research”.
W 2021 został członkiem korespondentem Towarzystwa Naukowego Warszawskiego.